# Kanton Orly
Kanton Orly is een kanton van het Franse departement Val-de-Marne. Kanton Orly maakt deel uit van het arrondissement L'Haÿ-les-Roses en telt 50970 inwoners in 2017.

## Gemeenten
Het kanton Orly omvatte van 1976 tot 2014: 
de gemeente: Orly en 
een deel van de gemeente Thiais.

Door de herindeling van de kantons bij decreet van 17 februari 2014, met uitwerking in maart 2015, ging het deel van Thiais terug naar het kanton Thiais, en werd het kanton Orly uitgebreid met de gemeenten:
- Ablon-sur-Seine
- Villeneuve-le-Roi